# Lubierzyn
Lubierzyn – osada w Polsce, położona w województwie kujawsko-pomorskim, w powiecie tucholskim, w gminie Tuchola.
W latach 1975–1998 miejscowość administracyjnie należała do województwa bydgoskiego. Obecnie miejscowość jest częścią składową sołectwa Stobno. Według Narodowego Spisu Powszechnego (III 2011 r.) liczyła 108 mieszkańców. Jest piętnastą co do wielkości miejscowością gminy Tuchola.